# Tournoi féminin de water-polo aux Jeux olympiques d'été de 2024
Cet article traite de l'épreuve féminine. Pour la compétition masculine, voir Tournoi masculin de water-polo aux Jeux olympiques d'été de 2024.
Navigation
Tokyo 2020 Los Angeles 2028
Le tournoi féminin de water-polo aux Jeux olympiques d'été de 2024 a lieu au Centre aquatique olympique et à la Paris La Défense Arena à Paris, du 27 juillet au 10 août 2024. Il s'agit de la septième édition de cette compétition depuis son ajout au programme olympique lors des Jeux de Sydney en 2000.
Les fédérations affiliées à World Aquatics participent par le biais de leur équipe féminines aux épreuves de qualification. Neuf équipes rejoignent ainsi la France, nation hôte de la compétition qui participe pour la première fois aux Jeux olympiques, pour s'affronter lors du tournoi final.
Le tournoi voit la victoire de l'Espagne. Triple tenant du titre, les États-Unis n'obtiennent pas de médaille pour la première fois en sept participations.

## Préparation de l'évènement

### Désignation du pays hôte
La commission exécutive du Comité international olympique a sélectionné en décembre 2016 deux villes candidates officielles parmi une liste de cinq villes postulant à la candidature. Les deux villes retenues (Los Angeles et Paris) ont alors entamé la deuxième phase de la procédure.
À l'issue de celle-ci, le 13 septembre 2017 à Lima, au Pérou, après avoir étudié les dossiers de chaque ville, le jury décide, en raison de la qualité des deux candidatures, de désigner Paris comme ville hôte des Jeux olympiques de 2024 et Los Angeles pour ceux de 2028.

### Lieux des compétitions
Deux piscines sont retenues pour le tournoi de water-polo : le Centre aquatique olympique situé dans le quartier de La Plaine Saint-Denis à Saint-Denis, au nord-est de Paris, et la Paris La Défense Arena à Nanterre.
Le Centre aquatique olympique, construit spécifiquement à l'occasion de ces Jeux pour accueillir les épreuves de natation artistique, de plongeon et de waterpolo, reçoit l'ensemble des matchs du premier tour. De son côté la Paris La Défense Arena, antre du club de rugby du Racing 92, se voit doter de deux bassins temporaires de 50 mètres : l'un dédié aux entraînements et l'autre servant pour la phase finale des tournois olympiques.
Du 3 au 10 mai 2024, le Centre aquatique olympique abrite plusieurs compétitions tests permettant aux athlètes de se familiariser avec les installations avant le coup d'envoi officiel des Jeux olympiques. À cette occasion, une rencontre internationale féminine de water-polo est organisée le 6 mai entre l'équipe de France et celle des États-Unis, rencontre qui s'est soldée par une victoire américaine sur le score de 12 à 6.
| Nanterre                                          | \| Paris La Défense Arena Centre aquatique olympique \| | Saint-Denis                                   |
| Paris La Défense Arena                            | \| Paris La Défense Arena Centre aquatique olympique \| | Centre aquatique olympique                    |
| Capacité: 15 220                                  | \| Paris La Défense Arena Centre aquatique olympique \| | Capacité: 5 000                               |
| Vue extérieure de la Paris La Défense Arena.      | \| Paris La Défense Arena Centre aquatique olympique \| | Vue intérieure du Centre aquatique olympique. |
| Paris La Défense Arena Centre aquatique olympique |                                                         |                                               |

## Acteurs du tournoi

### Équipes qualifiées
Chaque Comité national olympique peut engager une seule équipe dans la compétition. Les épreuves qualificatives du tournoi féminin de water-polo des Jeux olympiques se déroulent de juillet 2023 à février 2024. En tant que pays hôte, la France est qualifiée d'office, tandis que les autres équipes passent par différents modes de qualifications mondiales et continentales.
Sur les neuf places restantes, deux sont attribuées à la suite des vingtième Championnats du monde, qui se sont déroulés à Fukuoka, au Japon, en juillet 2023. Les deux confédérations nationales les mieux classées lors de cet événement se voient chacune octroyer une place de quota pour leur Comité national olympique respectif. À cet égard, les Pays-Bas et l'Espagne, respectivement vainqueur et finaliste de cette compétition, bénéficient de ces quotas.

Équipes qualifiées pour les tournois masculin et féminin
Équipes qualifiées pour le tournoi masculin
Équipes qualifiées pour le tournoi féminin

Quatre autres places sont attribuées via des tournois de qualification continentaux concernant les Amériques, l'Asie, l'Europe et l'Océanie. La sélection la mieux classée dans chaque tournoi continental obtient une place de quota. Si l'équipe est déjà qualifié, la place est attribuée à la nation suivante la mieux classée. Ainsi, les places sont donc allouées aux équipes de Chine, des États-Unis et d'Australie, respectivement vainqueurs de leur compétition qualificative, et à la Grèce qui a décroché la médaille de bronze lors des Championnats d'Europe derrière les Pays-Bas et l'Espagne, déjà qualifiés.
Deux places supplémentaires sont attribuées lors des Championnats du monde 2024. Les deux premières aux deux confédérations nationales les mieux classées n'étant pas encore qualifiées pour le tournoi olympique. Respectivement finaliste et septième de la compétition, la Hongrie et l'Italie décrochent leur quota. Enfin la dernière place qualificative est attribuée à la meilleure sélection africaine de ces Championnats du monde, à savoir l'Afrique du Sud. Cependant, malgré cette qualification, le Comité olympique sud-africain annonce renoncer au quota acquis en raison de restrictions financières et de difficultés logistiques. Par conséquent, la place de quota est réattribuée à l'équipe du Canada qui a terminé huitième des mondiaux.
| Compétition                            | Date                          | Lieu                       | Places | Qualifiés        | Dernière participation |
| -------------------------------------- | ----------------------------- | -------------------------- | ------ | ---------------- | ---------------------- |
| Pays organisateur                      |                               |                            | 1      | France           | Première               |
| Championnats du monde 2023             | 16-28 juillet 2023            | Fukuoka, Japon             | 2      | Pays-Bas Espagne | 2020                   |
| Sélection continentale océanienne      | 11-12 août 2023               | Auckland, Nouvelle-Zélande | 1      | Australie        | 2020                   |
| Jeux asiatiques de 2022                | 25 septembre-1er octobre 2023 | Hangzhou, Chine            | 1      | Chine            | 2020                   |
| Jeux panaméricains de 2023             | 30 octobre-4 novembre 2023    | Santiago, Chili            | 1      | États-Unis       | 2020                   |
| Championnat d'Europe 2024              | 5-13 janvier 2024             | Eindhoven, Pays-Bas        | 1      | Grèce            | 2008                   |
| Championnats du monde 2024             | 4-16 février 2024             | Doha, Qatar                | 2      | Hongrie Italie   | 2020 2016              |
| Championnats du monde 2024 (Afrique)   | 4-16 février 2024             | Doha, Qatar                | 1      | Afrique du Sud   | 2020                   |
| Championnats du monde 2024 (Repêchage) | 4-16 février 2024             | Doha, Qatar                | 1      | Canada           | 2020                   |
| Total                                  |                               |                            | 10     |                  |                        |

### Joueuses
Le tournoi féminin est un tournoi international sans aucune restriction d'âge lors duquel chaque équipe peut présenter une liste de treize joueuses.

### Arbitres
Le 11 mars 2024, la Fédération internationale de natation a sélectionné vingt-quatre arbitres pour les deux tournois masculin et féminin :
| - ROU Adrian Alexandrescu - FRA Aurély Blanchard - ESP Marta Cabanas - ITA Rafaele Colombo - HUN Nóra Debreceni - FRA Sébastien Dervieux | - ITA Alessia Ferrari - CRO Andrej Franulović - ESP David Gomez - AUS Nicholas Hodgers - HUN Tamás Kovács - JPN Chisato Kurosaki | - USA Jennifer McCall - SLO Boris Margeta - GRE Natalia Markopoulou - EGY Yasser Ali Mehalhel - MNE Veselin Mišković - GER Frank Ohme | - CAN Héléne Painchaud - SRB Voijin Putniković - USA Darren Spiritosanto - GRE Georgios Stavridis - CHN Zhang Liang - NED Michiel Zwart |

Seulement sept d'entre-eux ont également officié lors des précédents tournois olympiques en 2020. Il s'agit du Roumain Adrian Alexandrescu, du Française Sébastien Dervieux, du Slovène Boris Margeta, de l' Allemand Frank Ohme, du Grec Georgios Stavridis, du Chinois Zhang Liang et du Néerlandais Michiel Zwart.

## Tirage au sort

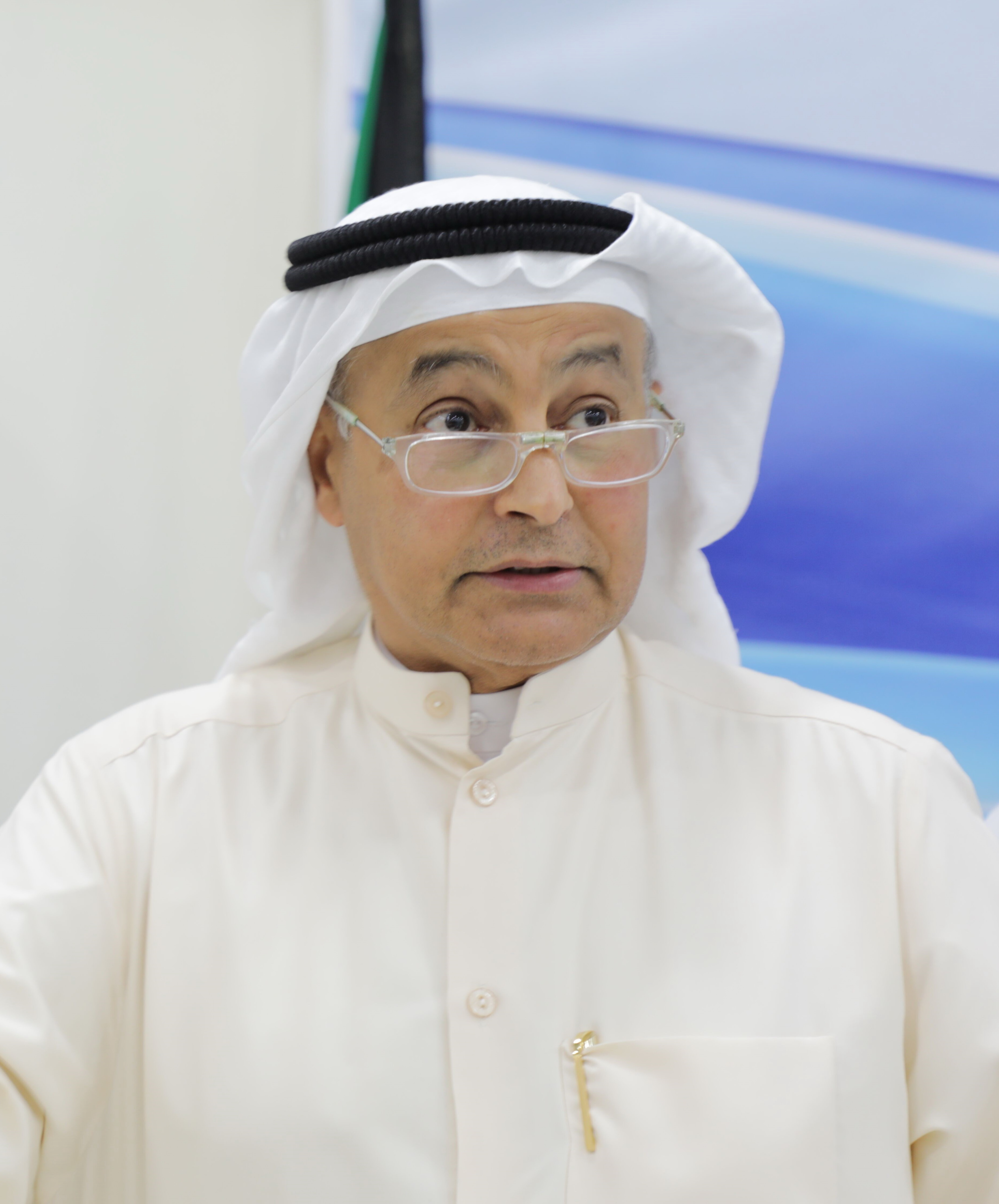
Le président de World Aquatics, Husain Al-Musallam, présent lors du tirage au sort.

Le tirage au sort, qui s'est tenu le 17 février 2024 à Doha, au Qatar, en marge des Championnats du monde 2024, a été réalisé par Ugo Crousillat et Thomas Vernoux, deux joueurs de l'équipe de France masculine, représentant ainsi la nation hôte des Jeux. Les dix équipes participantes ont été réparties en deux groupes, chacun comprenant cinq sélections.
Avant le tirage au sort, les nations qualifiées ont été réparties dans des pots selon leur mode de qualification. En tête du pot 1 figuraient l'Espagne et les Pays-Bas, les premières équipes à s'être qualifiées. L'Australie et la Grèce, ayant décroché leur qualification grâce à leurs performances lors des compétitions continentales en Océanie et en Europe, ont été placées dans le pot 2. Le pot 3 a accueilli la Hongrie et l'Italie, tandis que le pot 4 a été assigné à la Chine et aux États-Unis. Enfin, l'équipe de France, qualifiée d'office en tant que nation hôte, et le Canada, repêché à la suite du désistement de l'Afrique du Sud, ont été intégrés au pot 5.
Le président de World Aquatics, Husain Al-Musallam, a réagi au tirage au sort en faisant part de son impatience pour « ce qui sera une célébration mondiale du sport, avec des fans qui rempliront les tribunes ou qui suivront à travers le monde les meilleures équipes de water-polo au monde ».
| Pot 1    | Pot 2     | Pot 3   | Pot 4      | Pot 5  |
| -------- | --------- | ------- | ---------- | ------ |
| Espagne  | Australie | Hongrie | Chine      | Canada |
| Pays-Bas | Grèce     | Italie  | États-Unis | France |

| Groupe A       | Groupe B        |
| -------------- | --------------- |
| (A1) Pays-Bas  | (B1) Espagne    |
| (A2) Australie | (B2) Grèce      |
| (A3) Hongrie   | (B3) Italie     |
| (A4) Chine     | (B4) États-Unis |
| (A5) Canada    | (B5) France     |

## Compétition

### Phase de groupes
Les dix équipes qualifiées sont réparties en deux groupes de cinq. Chaque équipe marque deux points en cas de victoire, un point en cas de match nul et zéro point en cas de défaite.
Pour départager les équipes à la fin des matchs de poule, en cas d'égalité de points, le CIO a décidé d'appliquer les critères de World Aquatics. Les équipes sont départagées suivant les critères suivants (dans l'ordre) :
1. résultat des matchs particuliers ;
2. différence entre buts marqués et encaissés entre les équipes concernées ;
3. Plus grand nombre de buts marqués ;
4. différence entre buts marqués et encaissés de tous les matchs joués ;

Les 4 premiers de chaque groupe sont qualifiés pour les quarts de finale et le dernier est éliminé.

#### Groupe A
|   | Équipe    | Pts | J | G | Gtab | Ptab | P | Bp | Bc | Diff | Dép |
| - | --------- | --- | - | - | ---- | ---- | - | -- | -- | ---- | --- |
| 1 | Australie | 10  | 4 | 2 | 2    | 0    | 0 | 33 | 28 | 5    | +1  |
| 2 | Pays-Bas  | 10  | 4 | 3 | 0    | 1    | 1 | 52 | 37 | 15   | -1  |
| 3 | Hongrie   | 7   | 4 | 2 | 0    | 1    | 2 | 46 | 37 | 9    | /   |
| 4 | Canada    | 3   | 4 | 1 | 0    | 0    | 3 | 37 | 49 | -12  | /   |
| 5 | Chine     | 0   | 4 | 0 | 0    | 0    | 4 | 34 | 51 | -17  | /   |

| 27 juillet          | Pays-Bas     | 10 - 8               | Hongrie   |                                                                                        |                                                                                        |
| 14 h 00 (UTC+02:00) | B. Rogge (3) | (4-2, 0-1, 4-5, 2-0) | Vályi (3) | Centre aquatique olympique, Saint-Denis Arbitrage : Sébastien Dervieux Alessia Ferrari | Centre aquatique olympique, Saint-Denis Arbitrage : Sébastien Dervieux Alessia Ferrari |
| 14 h 00 (UTC+02:00) | Rapport      |                      |           | Centre aquatique olympique, Saint-Denis Arbitrage : Sébastien Dervieux Alessia Ferrari | Centre aquatique olympique, Saint-Denis Arbitrage : Sébastien Dervieux Alessia Ferrari |

| 27 juillet          | Australie   | 7 - 5                | Chine       |                                                                                       |                                                                                       |
| 20 h 05 (UTC+02:00) | Andrews (3) | (3-2, 2-1, 0-0, 2-2) | Wang H. (2) | Centre aquatique olympique, Saint-Denis Arbitrage : Aurélie Blanchard Jennifer McCall | Centre aquatique olympique, Saint-Denis Arbitrage : Aurélie Blanchard Jennifer McCall |
| 20 h 05 (UTC+02:00) | Rapport     |                      |             | Centre aquatique olympique, Saint-Denis Arbitrage : Aurélie Blanchard Jennifer McCall | Centre aquatique olympique, Saint-Denis Arbitrage : Aurélie Blanchard Jennifer McCall |

| 29 juillet          | Chine              | 11 - 15              | Pays-Bas                   |                                                                                      |                                                                                      |
| 18 h 30 (UTC+02:00) | trois joueuses (2) | (4-1, 4-4, 1-5, 2-5) | Keuning, Van der Sloot (3) | Centre aquatique olympique, Saint-Denis Arbitrage : Alessia Ferrari Chisato Kurosaki | Centre aquatique olympique, Saint-Denis Arbitrage : Alessia Ferrari Chisato Kurosaki |
| 18 h 30 (UTC+02:00) | Rapport            |                      |                            | Centre aquatique olympique, Saint-Denis Arbitrage : Alessia Ferrari Chisato Kurosaki | Centre aquatique olympique, Saint-Denis Arbitrage : Alessia Ferrari Chisato Kurosaki |

| 29 juillet          | Hongrie                   | 12 - 7               | Canada             |                                                                                       |                                                                                       |
| 20 h 05 (UTC+02:00) | Gurisatti, Keszthelyi (3) | (4-3, 3-3, 1-1, 4-2) | trois joueuses (2) | Centre aquatique olympique, Saint-Denis Arbitrage : Marta Cabañas Natalia Markopoulou | Centre aquatique olympique, Saint-Denis Arbitrage : Marta Cabañas Natalia Markopoulou |
| 20 h 05 (UTC+02:00) | Rapport                   |                      |                    | Centre aquatique olympique, Saint-Denis Arbitrage : Marta Cabañas Natalia Markopoulou | Centre aquatique olympique, Saint-Denis Arbitrage : Marta Cabañas Natalia Markopoulou |

| 31 juillet          | Pays-Bas | 14 - 15              | Australie |                                         |                                         |
| 14 h 00 (UTC+02:00) |          | (3-1, 4-3, 5-6, 7-7) |           | Centre aquatique olympique, Saint-Denis | Centre aquatique olympique, Saint-Denis |

| 31 juillet          | Canada | 12 - 7 | Chine |                                         |                                         |
| 15 h 35 (UTC+02:00) |        |        |       | Centre aquatique olympique, Saint-Denis | Centre aquatique olympique, Saint-Denis |

| 2 août              | Australie | 10 - 7 | Canada |                                         |                                         |
| 14 h 00 (UTC+02:00) |           |        |        | Centre aquatique olympique, Saint-Denis | Centre aquatique olympique, Saint-Denis |

| 2 août              | Chine | 11 - 17 | Hongrie |                                         |                                         |
| 20 h 05 (UTC+02:00) |       |         |         | Centre aquatique olympique, Saint-Denis | Centre aquatique olympique, Saint-Denis |

| 4 août              | Hongrie | 12 - 14 | Australie |                                         |                                         |
| 14 h 00 (UTC+02:00) |         |         |           | Centre aquatique olympique, Saint-Denis | Centre aquatique olympique, Saint-Denis |

| 4 août              | Canada    | 11 - 20              | Pays-Bas     |                                                                                       |                                                                                       |
| 18 h 30 (UTC+02:00) | Bakoc (3) | (4-5, 2-6, 3-4, 2-5) | L. Rogge (5) | Centre aquatique olympique, Saint-Denis Arbitrage : Aurélie Blanchard Jennifer McCall | Centre aquatique olympique, Saint-Denis Arbitrage : Aurélie Blanchard Jennifer McCall |
| 18 h 30 (UTC+02:00) | Rapport   |                      |              | Centre aquatique olympique, Saint-Denis Arbitrage : Aurélie Blanchard Jennifer McCall | Centre aquatique olympique, Saint-Denis Arbitrage : Aurélie Blanchard Jennifer McCall |

#### Groupe B
|   | Équipe     | Pts | J | G | Gtab | Ptab | P | Bp | Bc | Diff | Dép              |
| - | ---------- | --- | - | - | ---- | ---- | - | -- | -- | ---- | ---------------- |
| 1 | Espagne    | 12  | 4 | 4 | 0    | 0    | 0 | 51 | 36 | 15   | /                |
| 2 | États-Unis | 9   | 4 | 3 | 0    | 0    | 1 | 53 | 27 | 26   | /                |
| 3 | Italie     | 3   | 4 | 1 | 0    | 0    | 3 | 34 | 40 | -6   | 3 pts, +3, 20 Bp |
| 4 | Grèce      | 3   | 4 | 1 | 0    | 0    | 3 | 33 | 41 | -8   | 3 pts, +3, 19 Bp |
| 5 | France     | 3   | 4 | 1 | 0    | 0    | 3 | 24 | 51 | -27  | 3 pts, -6        |

| 27 juillet          | Grèce           | 6 - 15               | États-Unis |                                                                               |                                                                               |
| 15 h 35 (UTC+02:00) | six joueurs (1) | (0-3, 2-6, 2-3, 2-3) | Flynn (4)  | Centre aquatique olympique, Saint-Denis Arbitrage : Nóra Debreceni Frank Ohme | Centre aquatique olympique, Saint-Denis Arbitrage : Nóra Debreceni Frank Ohme |
| 15 h 35 (UTC+02:00) | Rapport         |                      |            | Centre aquatique olympique, Saint-Denis Arbitrage : Nóra Debreceni Frank Ohme | Centre aquatique olympique, Saint-Denis Arbitrage : Nóra Debreceni Frank Ohme |

| 27 juillet          | Espagne  | 15 - 6               | France       |                                                                                  |                                                                                  |
| 18 h 30 (UTC+02:00) | Ruiz (4) | (6-3, 3-1, 3-1, 3-1) | Dhalluin (3) | Centre aquatique olympique, Saint-Denis Arbitrage : Hélène Painchaud Zhang Liang | Centre aquatique olympique, Saint-Denis Arbitrage : Hélène Painchaud Zhang Liang |
| 18 h 30 (UTC+02:00) | Rapport  |                      |              | Centre aquatique olympique, Saint-Denis Arbitrage : Hélène Painchaud Zhang Liang | Centre aquatique olympique, Saint-Denis Arbitrage : Hélène Painchaud Zhang Liang |

| 29 juillet          | France       | 9 - 8                | Italie       |                                                                                     |                                                                                     |
| 14 h 00 (UTC+02:00) | Dhalluin (3) | (1-3, 3-3, 2-1, 3-1) | Bianconi (2) | Centre aquatique olympique, Saint-Denis Arbitrage : Nóra Debreceni Nicholas Hodgers | Centre aquatique olympique, Saint-Denis Arbitrage : Nóra Debreceni Nicholas Hodgers |
| 14 h 00 (UTC+02:00) | Rapport      |                      |              | Centre aquatique olympique, Saint-Denis Arbitrage : Nóra Debreceni Nicholas Hodgers | Centre aquatique olympique, Saint-Denis Arbitrage : Nóra Debreceni Nicholas Hodgers |

| 29 juillet          | États-Unis | 11 - 13              | Espagne   |                                                                                           |                                                                                           |
| 15 h 35 (UTC+02:00) | Raney (2)  | (3-2, 2-4, 4-5, 2-2) | Ortiz (5) | Centre aquatique olympique, Saint-Denis Arbitrage : Adrian Alexandrescu Andrej Franulović | Centre aquatique olympique, Saint-Denis Arbitrage : Adrian Alexandrescu Andrej Franulović |
| 15 h 35 (UTC+02:00) | Rapport    |                      |           | Centre aquatique olympique, Saint-Denis Arbitrage : Adrian Alexandrescu Andrej Franulović | Centre aquatique olympique, Saint-Denis Arbitrage : Adrian Alexandrescu Andrej Franulović |

| 31 juillet          | Italie       | 3 - 10               | États-Unis    |                                                                                       |                                                                                       |
| 18 h 30 (UTC+02:00) | Marletta (2) | (1-3, 1-3, 0-2, 1-2) | Musselman (3) | Centre aquatique olympique, Saint-Denis Arbitrage : Hélène Painchaud Vojin Putniković | Centre aquatique olympique, Saint-Denis Arbitrage : Hélène Painchaud Vojin Putniković |
| 18 h 30 (UTC+02:00) | Rapport      |                      |               | Centre aquatique olympique, Saint-Denis Arbitrage : Hélène Painchaud Vojin Putniković | Centre aquatique olympique, Saint-Denis Arbitrage : Hélène Painchaud Vojin Putniković |

| 31 juillet          | Espagne   | 10 - 8               | Grèce                        |                                                                                          |                                                                                          |
| 20 h 05 (UTC+02:00) | Forca (4) | (2-2, 3-3, 4-2, 1-1) | Eleftheriadou, Plevritou (2) | Centre aquatique olympique, Saint-Denis Arbitrage : Adrian Alexandrescu Veselin Mišković | Centre aquatique olympique, Saint-Denis Arbitrage : Adrian Alexandrescu Veselin Mišković |
| 20 h 05 (UTC+02:00) | Rapport   |                      |                              | Centre aquatique olympique, Saint-Denis Arbitrage : Adrian Alexandrescu Veselin Mišković | Centre aquatique olympique, Saint-Denis Arbitrage : Adrian Alexandrescu Veselin Mišković |

| 2 août              | Grèce                        | 8 - 12               | Italie       |                                                                                      |                                                                                      |
| 15 h 35 (UTC+02:00) | Eleftheriadou, Plevritou (3) | (3-4, 0-2, 3-4, 4-4) | Palmieri (4) | Centre aquatique olympique, Saint-Denis Arbitrage : Andrej Franulović Nóra Debreceni | Centre aquatique olympique, Saint-Denis Arbitrage : Andrej Franulović Nóra Debreceni |
| 15 h 35 (UTC+02:00) | Rapport                      |                      |              | Centre aquatique olympique, Saint-Denis Arbitrage : Andrej Franulović Nóra Debreceni | Centre aquatique olympique, Saint-Denis Arbitrage : Andrej Franulović Nóra Debreceni |

| 2 août              | États-Unis    | 17 - 5               | France      |                                                                                       |                                                                                       |
| 18 h 30 (UTC+02:00) | Musselman (4) | (3-1, 4-2, 6-2, 4-0) | Hertzka (2) | Centre aquatique olympique, Saint-Denis Arbitrage : Nicholas Hodgers Veselin Mišković | Centre aquatique olympique, Saint-Denis Arbitrage : Nicholas Hodgers Veselin Mišković |
| 18 h 30 (UTC+02:00) | Rapport       |                      |             | Centre aquatique olympique, Saint-Denis Arbitrage : Nicholas Hodgers Veselin Mišković | Centre aquatique olympique, Saint-Denis Arbitrage : Nicholas Hodgers Veselin Mišković |

| 4 août              | Italie       | 11 - 13              | Espagne   |                                                                                  |                                                                                  |
| 15 h 35 (UTC+02:00) | Marletta (3) | (0-2, 4-3, 3-4, 4-4) | Espar (3) | Centre aquatique olympique, Saint-Denis Arbitrage : Andrej Franulović Frank Ohme | Centre aquatique olympique, Saint-Denis Arbitrage : Andrej Franulović Frank Ohme |
| 15 h 35 (UTC+02:00) | Rapport      |                      |           | Centre aquatique olympique, Saint-Denis Arbitrage : Andrej Franulović Frank Ohme | Centre aquatique olympique, Saint-Denis Arbitrage : Andrej Franulović Frank Ohme |

| 4 août              | France      | 4 - 11               | Grèce                 |                                                                                       |                                                                                       |
| 20 h 05 (UTC+02:00) | Vernoux (2) | (1-2, 2-1, 1-3, 0-5) | Plevritou, Xenaki (3) | Centre aquatique olympique, Saint-Denis Arbitrage : Veselin Mišković Vojin Putniković | Centre aquatique olympique, Saint-Denis Arbitrage : Veselin Mišković Vojin Putniković |
| 20 h 05 (UTC+02:00) | Rapport     |                      |                       | Centre aquatique olympique, Saint-Denis Arbitrage : Veselin Mišković Vojin Putniković | Centre aquatique olympique, Saint-Denis Arbitrage : Veselin Mišković Vojin Putniković |

### Phase finale
|  | Quarts de finale                       | Quarts de finale                       |                                         |                                         | Demi-finales                           | Demi-finales                           |            |  | Finale                                  | Finale                                  |
|  | Quarts de finale                       | Quarts de finale                       |                                         |                                         | Demi-finales                           | Demi-finales                           |            |  | Finale                                  | Finale                                  |
|  |                                        |                                        |                                         |                                         |                                        |                                        |            |  |                                         |                                         |
|  | 6 août à 19h00, Paris La Défense Arena | 6 août à 19h00, Paris La Défense Arena |                                         |                                         | 8 août à 19h35, Paris La Défense Arena | 8 août à 19h35, Paris La Défense Arena |            |  | 10 août à 15h35, Paris La Défense Arena | 10 août à 15h35, Paris La Défense Arena |
|  | 6 août à 19h00, Paris La Défense Arena | 6 août à 19h00, Paris La Défense Arena |                                         |                                         | 8 août à 19h35, Paris La Défense Arena | 8 août à 19h35, Paris La Défense Arena |            |  | 10 août à 15h35, Paris La Défense Arena | 10 août à 15h35, Paris La Défense Arena |
|  | [A1] Australie                         | 9                                      |                                         |                                         | 8 août à 19h35, Paris La Défense Arena | 8 août à 19h35, Paris La Défense Arena |            |  | 10 août à 15h35, Paris La Défense Arena | 10 août à 15h35, Paris La Défense Arena |
|  | [A1] Australie                         | 9                                      |                                         |                                         | 8 août à 19h35, Paris La Défense Arena | 8 août à 19h35, Paris La Défense Arena |            |  | 10 août à 15h35, Paris La Défense Arena | 10 août à 15h35, Paris La Défense Arena |
|  | [B4] Grèce                             | 6                                      |                                         |                                         | 8 août à 19h35, Paris La Défense Arena | 8 août à 19h35, Paris La Défense Arena |            |  | 10 août à 15h35, Paris La Défense Arena | 10 août à 15h35, Paris La Défense Arena |
|  | [B4] Grèce                             | 6                                      | Australie                               | 8 tab (6)                               |                                        |                                        |            |  | 10 août à 15h35, Paris La Défense Arena | 10 août à 15h35, Paris La Défense Arena |
|  | 6 août à 20h35, Paris La Défense Arena |                                        | Australie                               | 8 tab (6)                               |                                        |                                        |            |  | 10 août à 15h35, Paris La Défense Arena | 10 août à 15h35, Paris La Défense Arena |
|  |                                        | États-Unis                             | 8 (5)                                   |                                         |                                        |                                        |            |  | 10 août à 15h35, Paris La Défense Arena | 10 août à 15h35, Paris La Défense Arena |
|  | [A3] Hongrie                           | États-Unis                             | 8 (5)                                   | 4                                       |                                        |                                        |            |  | 10 août à 15h35, Paris La Défense Arena | 10 août à 15h35, Paris La Défense Arena |
|  | [A3] Hongrie                           |                                        |                                         | 4                                       |                                        |                                        |            |  | 10 août à 15h35, Paris La Défense Arena | 10 août à 15h35, Paris La Défense Arena |
|  | [B2] États-Unis                        | 5                                      |                                         |                                         |                                        |                                        |            |  | 10 août à 15h35, Paris La Défense Arena | 10 août à 15h35, Paris La Défense Arena |
|  | [B2] États-Unis                        | 5                                      | Australie                               | 10                                      |                                        |                                        |            |  |                                         |                                         |
|  | 6 août à 15h35, Paris La Défense Arena |                                        | Australie                               | 10                                      |                                        |                                        |            |  |                                         |                                         |
|  |                                        | Espagne                                | 11                                      |                                         |                                        |                                        |            |  |                                         |                                         |
|  | [A2] Pays-Bas                          | Espagne                                | 11                                      | 11                                      |                                        |                                        |            |  |                                         |                                         |
|  | [A2] Pays-Bas                          | 8 août à 14h35, Paris La Défense Arena |                                         | 11                                      |                                        |                                        |            |  |                                         |                                         |
|  | [B3] Italie                            | 8                                      |                                         |                                         |                                        |                                        |            |  |                                         |                                         |
|  | [B3] Italie                            | 8                                      | Pays-Bas                                | 14 (4)                                  |                                        |                                        |            |  |                                         |                                         |
|  | 6 août à 14h00, Paris La Défense Arena | 6 août à 14h00, Paris La Défense Arena | Pays-Bas                                | 14 (4)                                  | Match pour la 3e place                 | Match pour la 3e place                 |            |  |                                         |                                         |
|  | 6 août à 14h00, Paris La Défense Arena | 6 août à 14h00, Paris La Défense Arena |                                         | Espagne                                 | Match pour la 3e place                 | Match pour la 3e place                 | 14 tab (5) |  |                                         |                                         |
|  | [A4] Canada                            | 8                                      | 10 août à 10h35, Paris La Défense Arena | 10 août à 10h35, Paris La Défense Arena |                                        |                                        | 14 tab (5) |  |                                         |                                         |
|  | [A4] Canada                            | 8                                      | 10 août à 10h35, Paris La Défense Arena | 10 août à 10h35, Paris La Défense Arena |                                        |                                        |            |  |                                         |                                         |
|  | [B1] Espagne                           | 18                                     |                                         | États-Unis                              | 9                                      |                                        |            |  |                                         |                                         |
|  | [B1] Espagne                           | 18                                     |                                         | États-Unis                              | 9                                      |                                        |            |  |                                         |                                         |
|  |                                        |                                        |                                         |                                         |                                        |                                        |            |  | Pays-Bas                                | 11                                      |
|  |                                        |                                        |                                         |                                         |                                        |                                        |            |  | Pays-Bas                                | 11                                      |

#### Quarts de finale
| 6 août              | Canada    | 8 - 18               | Espagne  |                                                                                   |                                                                                   |
| 14 h 00 (UTC+02:00) | Bakoc (5) | (1-6, 3-4, 0-3, 4-5) | Ruiz (4) | Paris La Défense Arena, Nanterre Arbitrage : Aurely Blanchard Natalia Markopoulou | Paris La Défense Arena, Nanterre Arbitrage : Aurely Blanchard Natalia Markopoulou |
| 14 h 00 (UTC+02:00) | Rapport   |                      |          | Paris La Défense Arena, Nanterre Arbitrage : Aurely Blanchard Natalia Markopoulou | Paris La Défense Arena, Nanterre Arbitrage : Aurely Blanchard Natalia Markopoulou |

| 6 août              | Pays-Bas            | 11 - 8               | Italie       |                                                                             |                                                                             |
| 15 h 35 (UTC+02:00) | quatre joueuses (2) | (2-2, 3-2, 1-1, 5-3) | Marletta (3) | Paris La Défense Arena, Nanterre Arbitrage : Nóra Debreceni Jennifer McCall | Paris La Défense Arena, Nanterre Arbitrage : Nóra Debreceni Jennifer McCall |
| 15 h 35 (UTC+02:00) | Rapport             |                      |              | Paris La Défense Arena, Nanterre Arbitrage : Nóra Debreceni Jennifer McCall | Paris La Défense Arena, Nanterre Arbitrage : Nóra Debreceni Jennifer McCall |

| 6 août              | Australie    | 9 - 6                | Grèce      |                                                                                 |                                                                                 |
| 19 h 00 (UTC+02:00) | Williams (5) | (1-0, 3-3, 2-1, 3-2) | Xenaki (2) | Paris La Défense Arena, Nanterre Arbitrage : Sébastien Dervieux Alessia Ferrari | Paris La Défense Arena, Nanterre Arbitrage : Sébastien Dervieux Alessia Ferrari |
| 19 h 00 (UTC+02:00) | Rapport      |                      |            | Paris La Défense Arena, Nanterre Arbitrage : Sébastien Dervieux Alessia Ferrari | Paris La Défense Arena, Nanterre Arbitrage : Sébastien Dervieux Alessia Ferrari |

| 6 août              | Hongrie         | 4 - 5                | États-Unis   |                                                                           |                                                                           |
| 20 h 35 (UTC+02:00) | quatre joueuses | (2-1, 0-2, 2-1, 0-1) | Steffens (2) | Paris La Défense Arena, Nanterre Arbitrage : Vojin Putniković Zhang Liang | Paris La Défense Arena, Nanterre Arbitrage : Vojin Putniković Zhang Liang |
| 20 h 35 (UTC+02:00) | Rapport         |                      |              | Paris La Défense Arena, Nanterre Arbitrage : Vojin Putniković Zhang Liang | Paris La Défense Arena, Nanterre Arbitrage : Vojin Putniković Zhang Liang |

#### Demi-finales
| 8 août              | Pays-Bas          | 14 - 14 4 - 5 t. a. b. | Espagne   |                                  |                                  |
| 14 h 35 (UTC+02:00) | van de Kraats (4) | (1-6, 4-4, 6-1, 3-3)   | Forca (5) | Paris La Défense Arena, Nanterre | Paris La Défense Arena, Nanterre |
| 14 h 35 (UTC+02:00) | Rapport           |                        |           | Paris La Défense Arena, Nanterre | Paris La Défense Arena, Nanterre |
| 14 h 35 (UTC+02:00) | Tirs au but 4 - 5 |                        |           | Paris La Défense Arena, Nanterre | Paris La Défense Arena, Nanterre |

| 8 août              | Australie         | 8 - 8 6 - 5 t. a. b. | États-Unis           |                                  |                                  |
| 19 h 35 (UTC+02:00) | Abby Andrews (4)  | (1-2, 1-3, 4-2, 2-1) | Flynn, Musselman (2) | Paris La Défense Arena, Nanterre | Paris La Défense Arena, Nanterre |
| 19 h 35 (UTC+02:00) | Rapport           |                      |                      | Paris La Défense Arena, Nanterre | Paris La Défense Arena, Nanterre |
| 19 h 35 (UTC+02:00) | Tirs au but 6 - 5 |                      |                      | Paris La Défense Arena, Nanterre | Paris La Défense Arena, Nanterre |

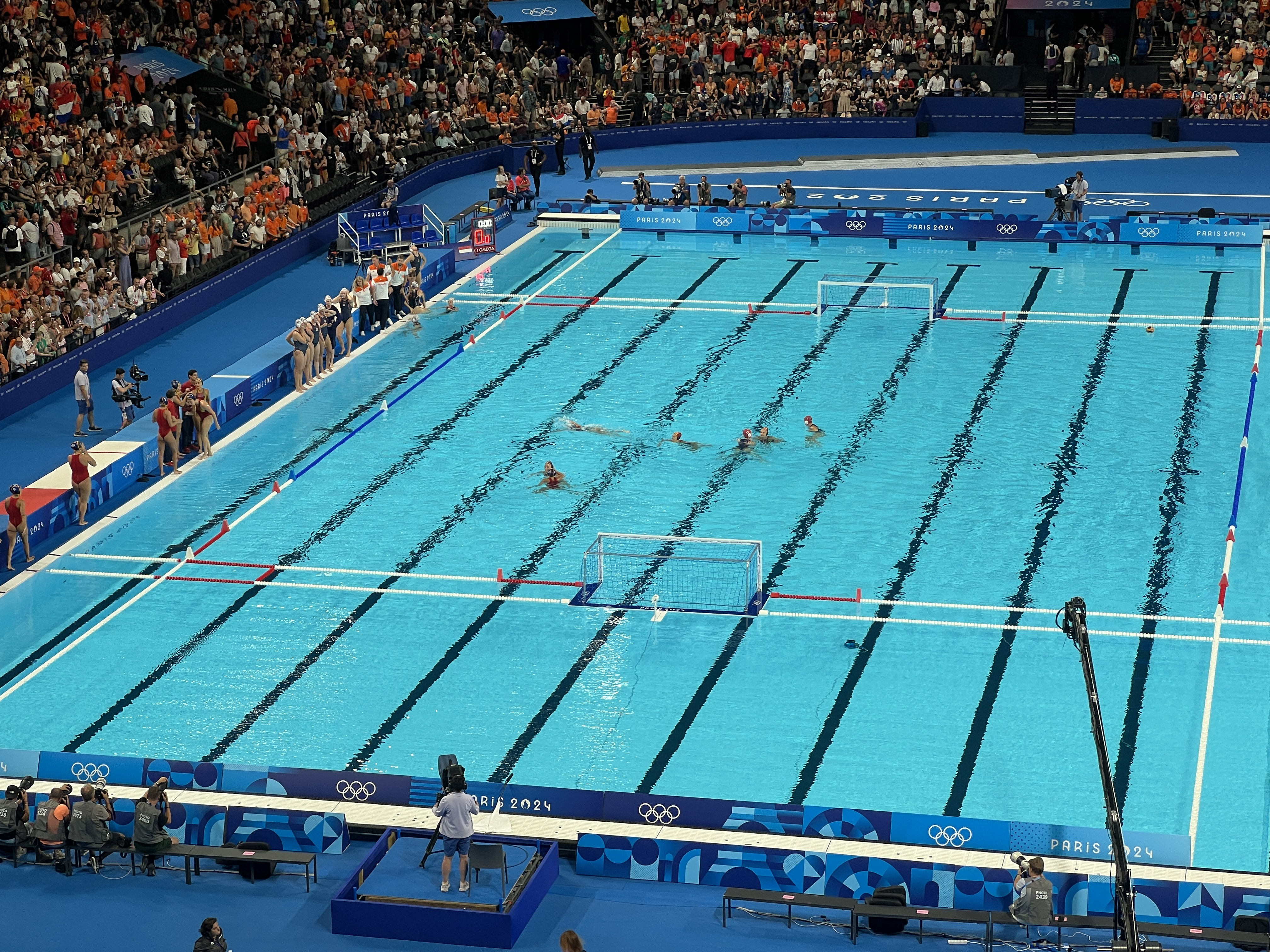
Demi-finale Pays-Bas - Espagne
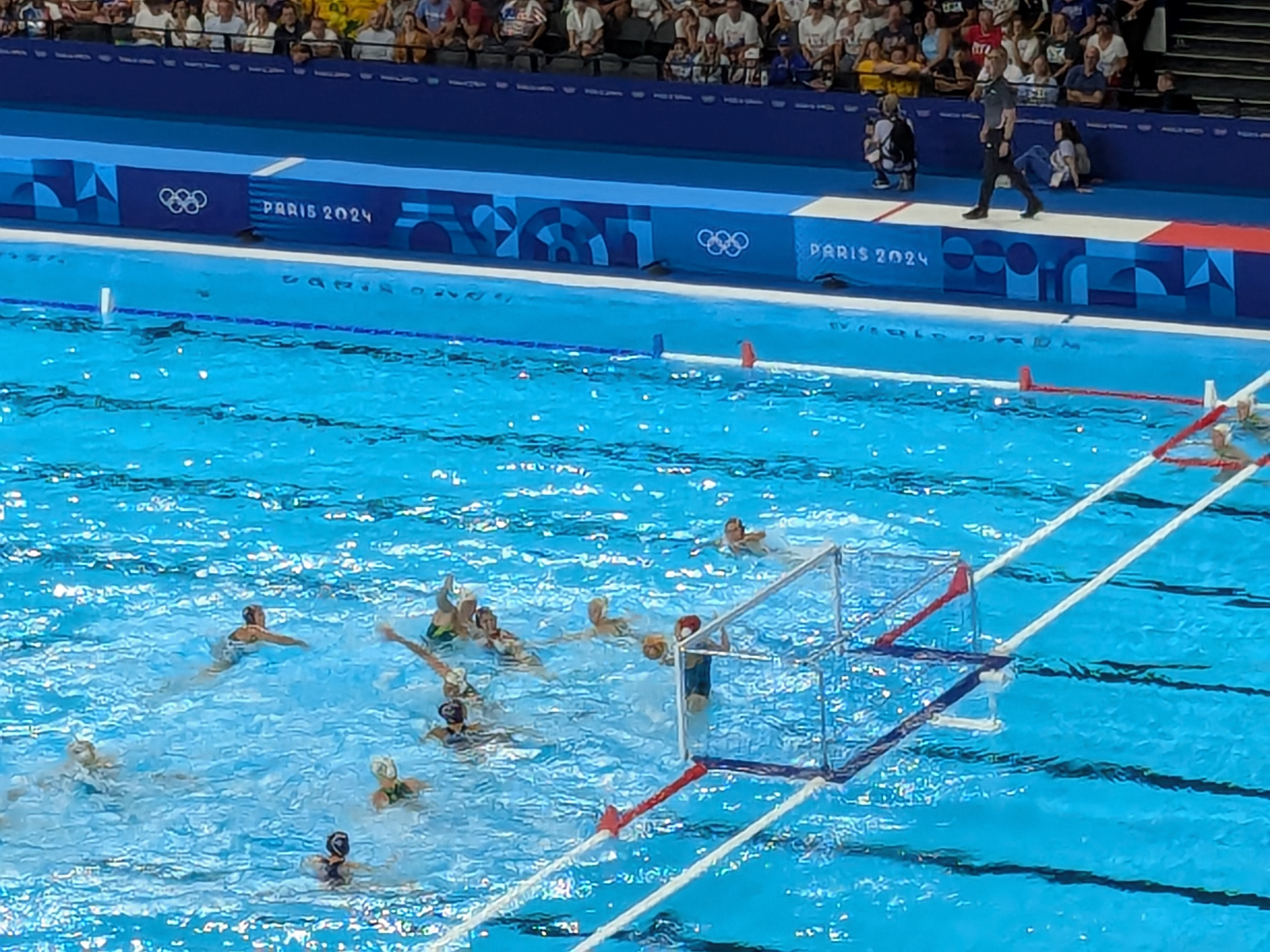
But de l'américaine Rachel Fattal lors de la demi-finale Australie - États-Unis.

#### Match pour la médaille de bronze
| 10 août             | États-Unis         | 10 - 11              | Pays-Bas          |                                  |                                  |
| 10 h 35 (UTC+02:00) | trois joueuses (2) | (3-2, 4-1, 2-3, 1-5) | van der Sloot (6) | Paris La Défense Arena, Nanterre | Paris La Défense Arena, Nanterre |
| 10 h 35 (UTC+02:00) | Rapport            |                      |                   | Paris La Défense Arena, Nanterre | Paris La Défense Arena, Nanterre |

#### Finale
| 10 août             | Australie    | 9 - 11               | Espagne   |                                  |                                  |
| 15 h 35 (UTC+02:00) | Williams (5) | (2-2, 0-1, 3-4, 4-4) | Ortiz (4) | Paris La Défense Arena, Nanterre | Paris La Défense Arena, Nanterre |
| 15 h 35 (UTC+02:00) | Rapport      |                      |           | Paris La Défense Arena, Nanterre | Paris La Défense Arena, Nanterre |

### Matchs de classement
|  | Demi-finales de classement                | Demi-finales de classement               |          |            | 5e place                                  | 5e place                                  |
|  | Demi-finales de classement                | Demi-finales de classement               |          |            | 5e place                                  | 5e place                                  |
|  |                                           |                                          |          |            |                                           |                                           |
|  | 8 août à 18 h 00, Paris La Défense Arena  | 8 août à 18 h 00, Paris La Défense Arena |          |            | 10 août à 14 h 00, Paris La Défense Arena | 10 août à 14 h 00, Paris La Défense Arena |
|  | 8 août à 18 h 00, Paris La Défense Arena  | 8 août à 18 h 00, Paris La Défense Arena |          |            | 10 août à 14 h 00, Paris La Défense Arena | 10 août à 14 h 00, Paris La Défense Arena |
|  | Grèce                                     | 9                                        |          |            | 10 août à 14 h 00, Paris La Défense Arena | 10 août à 14 h 00, Paris La Défense Arena |
|  | Grèce                                     | 9                                        |          |            | 10 août à 14 h 00, Paris La Défense Arena | 10 août à 14 h 00, Paris La Défense Arena |
|  | Hongrie                                   | 12                                       |          |            | 10 août à 14 h 00, Paris La Défense Arena | 10 août à 14 h 00, Paris La Défense Arena |
|  | Hongrie                                   | 12                                       | Hongrie  | 11 tab (4) |                                           |                                           |
|  | 8 août à 13 h 00, Paris La Défense Arena  |                                          | Hongrie  | 11 tab (4) |                                           |                                           |
|  |                                           | Italie                                   | 11 (1)   |            |                                           |                                           |
|  | Italie                                    | Italie                                   | 11 (1)   | 10         |                                           |                                           |
|  | Italie                                    |                                          |          | 10         |                                           |                                           |
|  | Canada                                    | 5                                        |          |            |                                           |                                           |
|  | Canada                                    | 5                                        | 7e place |            |                                           |                                           |
|  |                                           |                                          |          |            |                                           |                                           |
|  | 10 août à 09 h 00, Paris La Défense Arena |                                          |          |            |                                           |                                           |
|  |                                           |                                          |          |            |                                           |                                           |
|  | Grèce                                     | 19                                       |          |            |                                           |                                           |
|  | Grèce                                     | 19                                       |          |            |                                           |                                           |
|  | Canada                                    | 10                                       |          |            |                                           |                                           |
|  | Canada                                    | 10                                       |          |            |                                           |                                           |

#### Demi-finales de classement
| 8 août              | Italie                 | 10 - 5               | Canada         |                                                                               |                                                                               |
| 13 h 00 (UTC+02:00) | Bianconi, Marletta (2) | (1-1, 4-1, 1-3, 4-0) | 5 joueuses (1) | Paris La Défense Arena, Nanterre Arbitrage : Chisato Kurosaki Jennifer McCall | Paris La Défense Arena, Nanterre Arbitrage : Chisato Kurosaki Jennifer McCall |
| 13 h 00 (UTC+02:00) | Rapport                |                      |                | Paris La Défense Arena, Nanterre Arbitrage : Chisato Kurosaki Jennifer McCall | Paris La Défense Arena, Nanterre Arbitrage : Chisato Kurosaki Jennifer McCall |

| 8 août              | Grèce              | 9 - 12               | Hongrie        |                                                                          |                                                                          |
| 18 h 00 (UTC+02:00) | trois joueuses (2) | (2-1, 2-3, 3-4, 2-4) | Keszthelyi (4) | Paris La Défense Arena, Nanterre Arbitrage : Marta Cabañas Michiel Zwart | Paris La Défense Arena, Nanterre Arbitrage : Marta Cabañas Michiel Zwart |
| 18 h 00 (UTC+02:00) | Rapport            |                      |                | Paris La Défense Arena, Nanterre Arbitrage : Marta Cabañas Michiel Zwart | Paris La Défense Arena, Nanterre Arbitrage : Marta Cabañas Michiel Zwart |

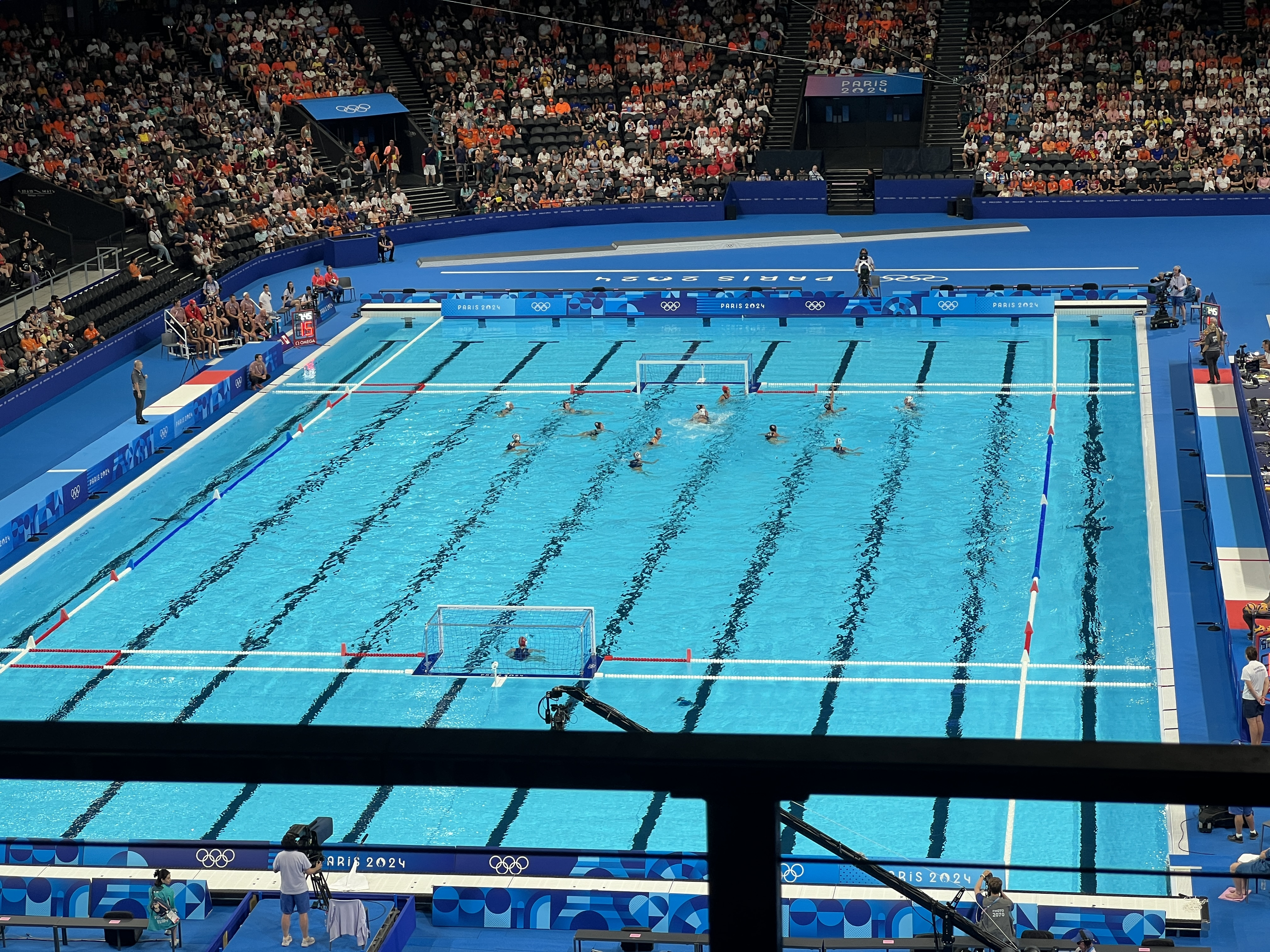
Demi-finale de classement Italie  - Canada.
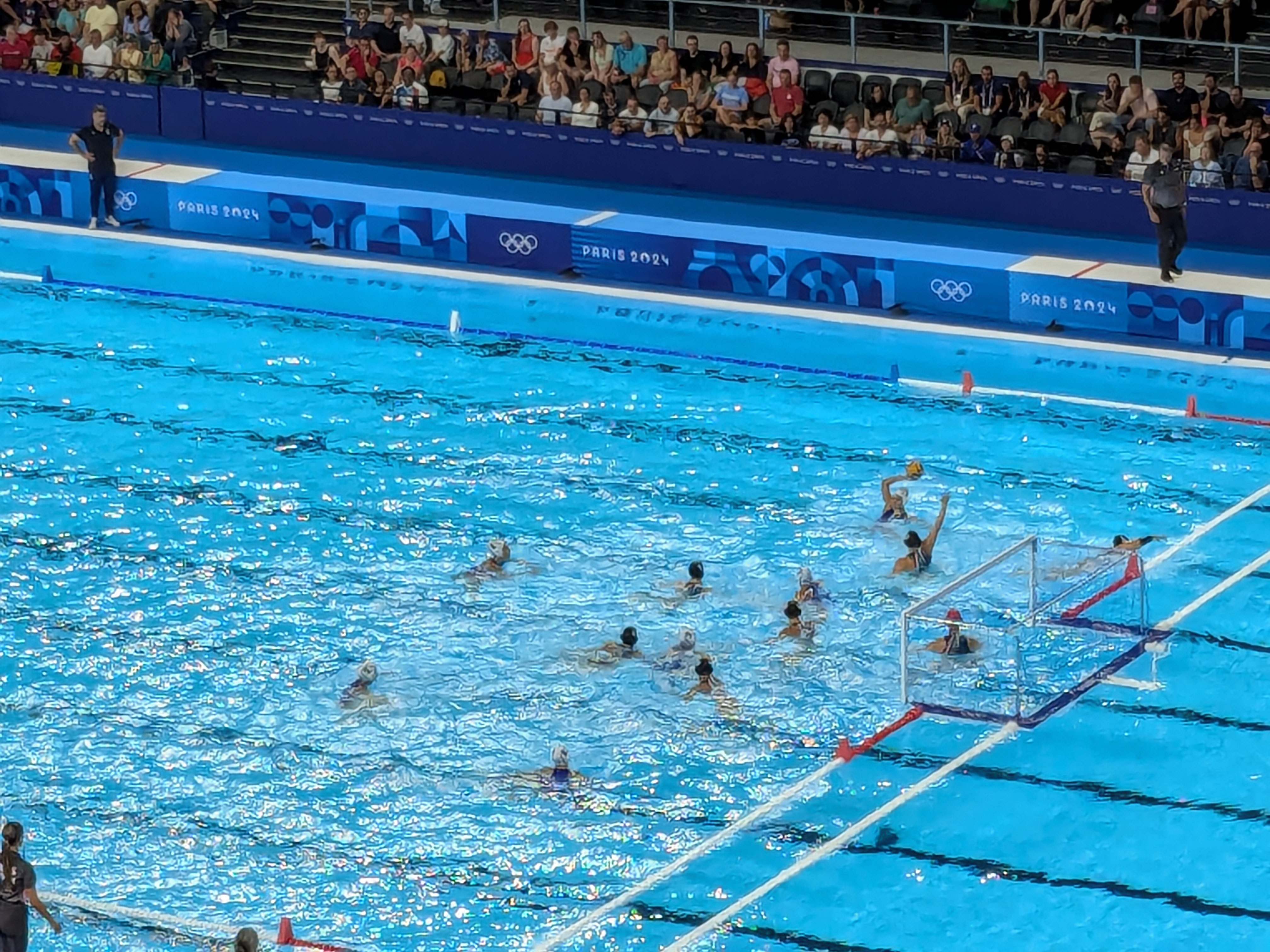
Demi-finale de classement Grèce - Hongrie

#### Match pour la septième place
| 10 août             | Grèce              | 19 - 10              | Canada      |                                  |                                  |
| 09 h 00 (UTC+02:00) | trois joueuses (3) | (2-2, 5-3, 5-2, 7-3) | Crevier (3) | Paris La Défense Arena, Nanterre | Paris La Défense Arena, Nanterre |
| 09 h 00 (UTC+02:00) | Rapport            |                      |             | Paris La Défense Arena, Nanterre | Paris La Défense Arena, Nanterre |

#### Match pour la cinquième place
| 10 août             | Hongrie           | 11 - 11 4 - 1 t. a. b. | Italie                 |                                  |                                  |
| 14 h 00 (UTC+02:00) | Gurisatti (3)     | (3-3, 5-4, 0-2, 3-2)   | Bianconi, Marletta (3) | Paris La Défense Arena, Nanterre | Paris La Défense Arena, Nanterre |
| 14 h 00 (UTC+02:00) | Rapport           |                        |                        | Paris La Défense Arena, Nanterre | Paris La Défense Arena, Nanterre |
| 14 h 00 (UTC+02:00) | Tirs au but 4 - 1 |                        |                        | Paris La Défense Arena, Nanterre | Paris La Défense Arena, Nanterre |

## Classement final
| Rang | Équipe     | J | V | VTAB | DTAB | D | Bp | Bc | Diff | Pts |
| ---- | ---------- | - | - | ---- | ---- | - | -- | -- | ---- | --- |
| 1    | Espagne    | 7 | 6 | 1    | 0    | 0 | 94 | 68 | +26  |     |
| 2    | Australie  | 7 | 3 | 3    | 0    | 1 | 60 | 53 | +7   |     |
| 3    | Pays-Bas   | 7 | 5 | 0    | 2    | 0 | 86 | 68 | +18  |     |
| 4    | États-Unis | 7 | 4 | 0    | 1    | 2 | 75 | 50 | +25  |     |
| 5    | Hongrie    | 7 | 3 | 1    | 1    | 2 | 73 | 62 | +11  |     |
| 6    | Italie     | 7 | 2 | 0    | 1    | 4 | 61 | 65 | -4   |     |
| 7    | Grèce      | 7 | 2 | 0    | 0    | 5 | 57 | 72 | -15  |     |
| 8    | Canada     | 7 | 1 | 0    | 0    | 6 | 60 | 94 | -34  |     |
| 9    | France     | 4 | 1 | 0    | 0    | 3 | 24 | 51 | -27  | 3   |
| 10   | Chine      | 4 | 0 | 0    | 0    | 4 | 34 | 51 | -17  | 0   |